# Gnathonarium
Gnathonarium is een geslacht van spinnen uit de familie hangmatspinnen (Linyphiidae).

## Soorten
De volgende soorten zijn bij het geslacht ingedeeld:
- Gnathonarium biconcavum Tu & Li, 2004
- Gnathonarium dentatum (Wider, 1834)
  - Gnathonarium dentatum orientale (O. P.-Cambridge, 1872)
- Gnathonarium exsiccatum (Bösenberg & Strand, 1906)
- Gnathonarium gibberum Oi, 1960
- Gnathonarium suppositum (Kulczyński, 1885)
- Gnathonarium taczanowskii (O. P.-Cambridge, 1873)